# Chigaidana

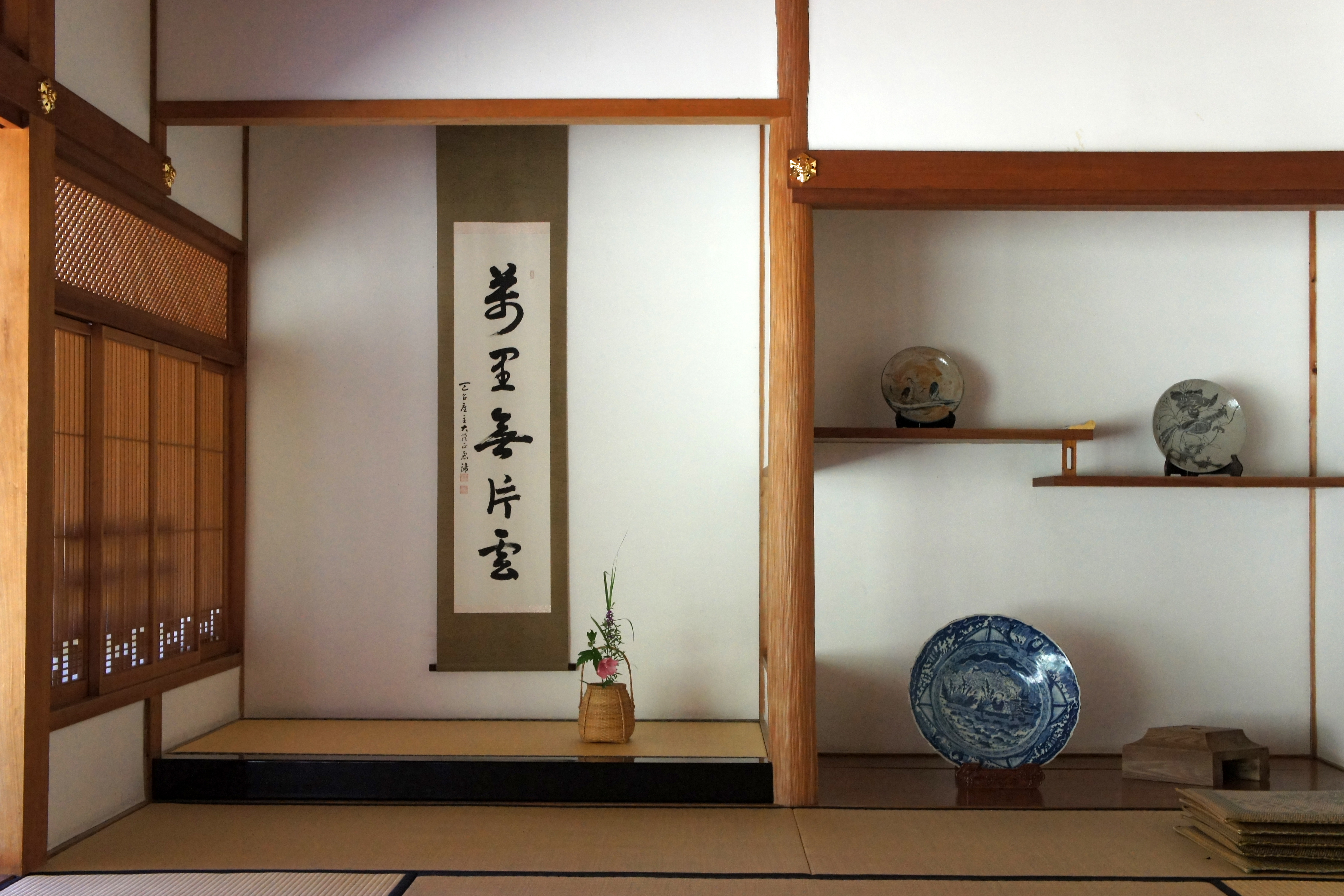
Chigaidana mit benachbartem Tokonoma

Chigaidana (jap. 違い棚) bezeichnet ein Regal in traditionellen japanischen Häusern, das zum Präsentieren dekorativer Gegenstände dient. Es besteht aus zwei asymmetrisch angeordneten Regalböden, von denen sich der Name ableiten lässt: chigai heißt „unterschiedlich“ und tana bezeichnet ein Regal.
Üblicherweise befindet sich das Chigaidana direkt neben dem Tokonoma, einem dekorativen Erker in repräsentativen Räumen.

## Einordnung
Ursprünglich haben sich Regale und Schränke in repräsentativen Räumen japanischer Häuser zum Zweck des Aufbewahrens persönlicher Gegenstände gebildet. Mit zunehmender Beliebtheit in Gebäuden des japanischen Adels, speziell zur Zeit des Shoin-Stils im 15. und 16. Jahrhundert, entwickelten sich die Chigaidanas zu dekorativen Elementen. Sie dienten nun zum Ausstellen wertvoller Gegenstände wie Teeschalen, Vasen oder kleinen Aufbewahrungsboxen. Stets wurde darauf geachtet, dass nur sehr wenige Objekte auf den Regalböden zu finden sind.
Die weiterentwickelte Idee des Chigaidanas entspricht nun weitestgehend jener eines Tokonomas, des dekorativen Erkers.

## Merkmale

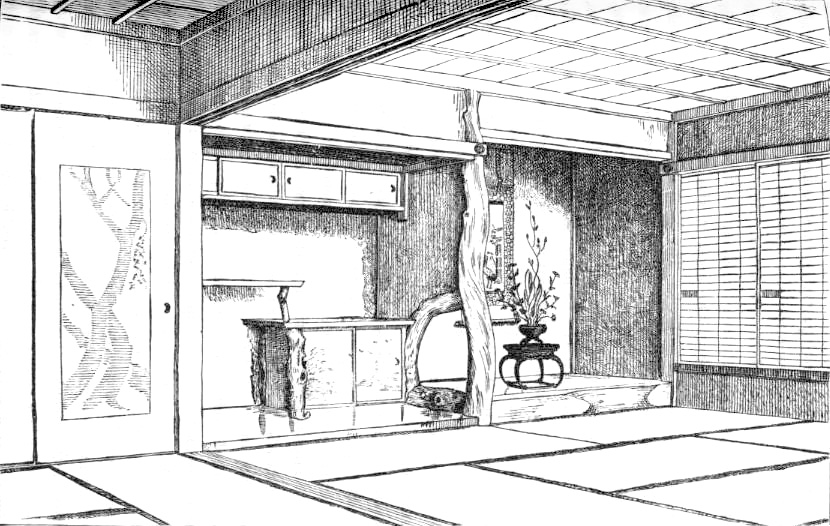
Skizze von einer Konfiguration aus Chigaidana und Tokonoma

Ein Chigaidana befindet sich stets neben dem Tokonoma und ist durch eine leichte Wand (床柱, tokobashira) räumlich abgetrennt. Zentrales Element ist eine asymmetrische Konfiguration von zwei Regalböden, welche die umgebenden Wände berühren. Beide Böden sind durch eine dünne vertikale Stütze (海老束, ebizuka) verbunden. Der untere Boden trägt dabei die Last des oberen, da die Stütze nicht auf den Fußboden fortgeführt wird. Der obere Boden ist mit einer leichten Schwingung oder Kante (筆返し, fudegaeshi) versehen, um zu verhindern, dass Gegenstände, zum Beispiel Pinsel, herunterrollen können. Der untere Boden verzichtet auf dieses Merkmal. Die Konfiguration und das Verhältnis der Asymmetrie sollen an traditionelle Bildnisse von Wolken erinnern, was zu einer zweiten, weniger bekannten Namensgebung führt: Ab und zu werden die Regale auch als usukasumi-dana (薄霞棚) bezeichnet, also Dünner-Nebel-Regal.
Über den dünnen Regalböden befindet sich ein flacher Schrank mit zwei leichten Schiebetüren, die mit Papier bespannt sind. Sie erinnern an ein Fusuma. Hier können Gegenstände aufbewahrt und vor Blicken geschützt werden. Dieser Schrank, auch tenbukuro (天袋) genannt, berührt die Decke und erscheint somit als Teil von ihr. Das Absenken der Deckenhöhe im Bereich des Chigaidanas führt zu einem veränderten Raumgefühl und betont die ausgestellten Gegenstände zusätzlich.
Vereinzelt findet man einen ähnlichen Schrank über dem Boden, oshi-ita (押板) genannt. Dessen Oberfläche konnte als Schreibtisch dienen.
In jedem Fall ist die Fußbodenhöhe im Bereich des Chigaidanas leicht höher als im restlichen Raum, stets aber flacher als im benachbarten Tokonoma-Erker. Die Decke ist normalerweise etwas flacher als die des Tokonomas, vorausgesetzt es sind keine Oberschränke (tenbukuro) vorhanden.

## Galerie

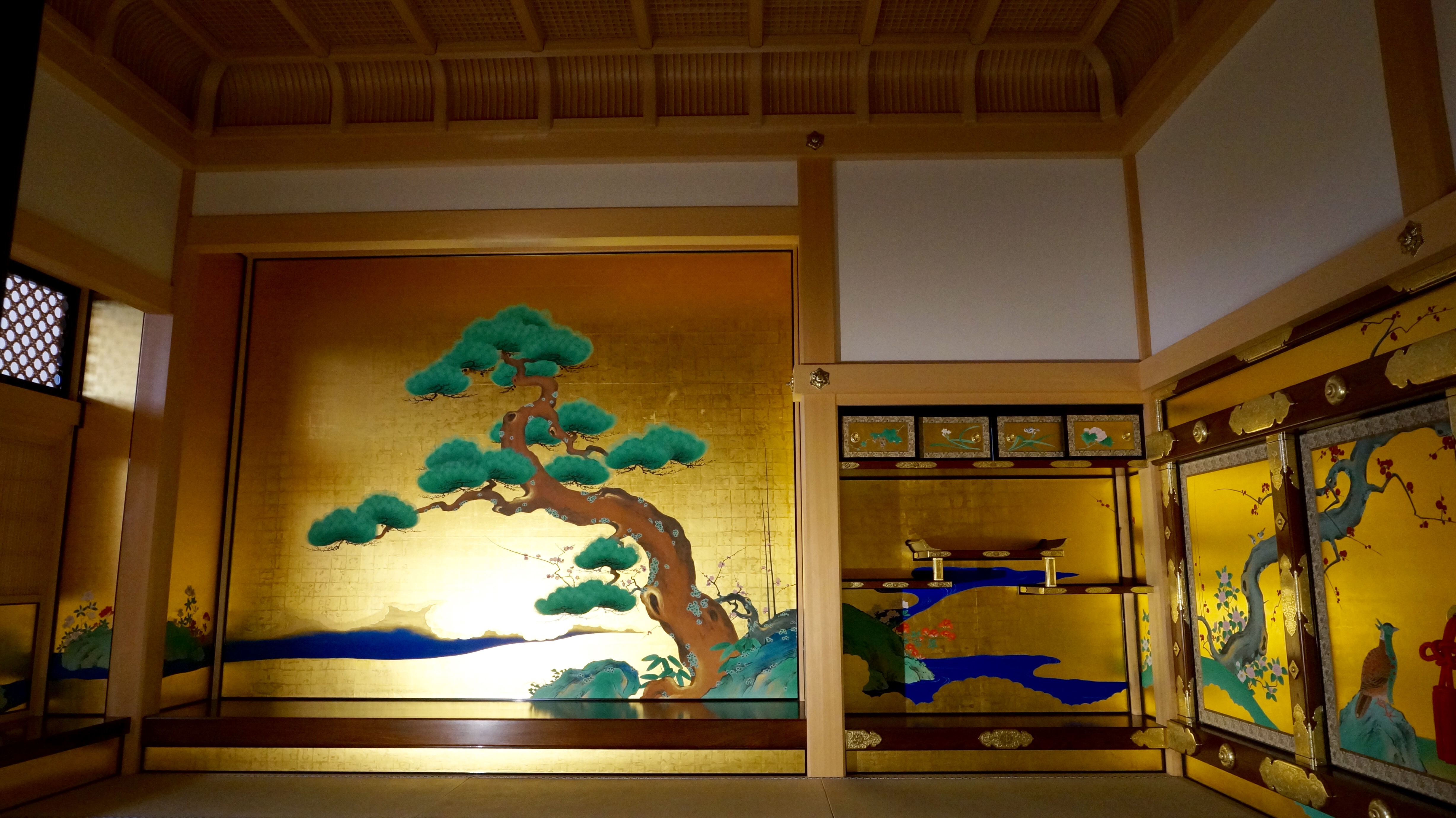
Chigaidana (rechts) mit deutlich größerem Tokonoma im Schloss von Nagoya
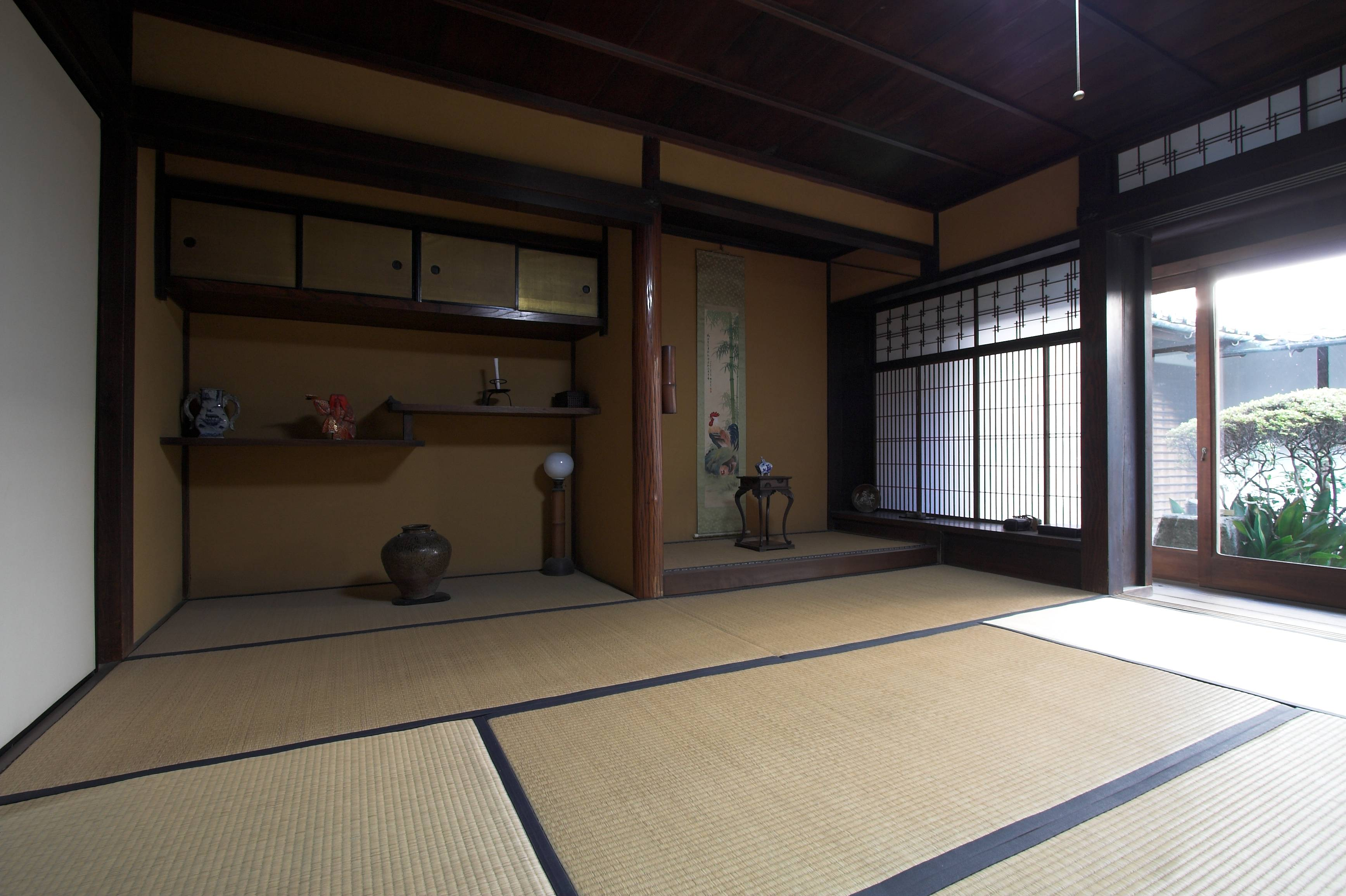
Chigaidana (links) mit kleinerem Tokonoma